# La Fièvre d'aimer
Pour plus de détails, voir Fiche technique et Distribution.
La Fièvre d'aimer (White Palace) est un film américain réalisé par Luis Mandoki, tourné en 1989 et sorti en salles en 1990.

## Synopsis
Histoire d'un jeune homme de bonne famille, aisé et promu à une belle carrière, qui rencontre une femme plus âgée, serveuse dans un snack. Lui rongé par la perte d'un être aimé, elle par la solitude. Lorsqu'ils se rencontrent, au début tout n'est qu'attirance physique et tout semble les séparer : âge, carrière, groupe d'amis, famille. Mais malgré tout cela, ils ne pourront plus se passer l'un de l'autre.

## Fiche technique
- Titre : La Fièvre d'aimer
- Titre original : White Palace
- Réalisation : Luis Mandoki
- Scénario : Ted Tally et Alvin Sargent d'après le roman de Glenn Savan
- Musique : George Fenton
- Photographie : Lajos Koltai
- Montage : Carol Littleton
- Production : Griffin Dunne, Amy Robinson et Mark Rosenberg
- Société de production : Universal Pictures, Mirage Enterprises et Double Play
- Société de distribution : United International Pictures (France) et Universal Pictures (États-Unis)
- Pays :  États-Unis
- Genre : Drame et romance
- Durée : 103 minutes
- Dates de sortie : 
  - États-Unis : 26 octobre 1990
  - France : 8 mai 1992

## Distribution
- Susan Sarandon (VF : Béatrice Delfe) : Nora Baker
- James Spader (VF : Renaud Marx) : Max Baron
- Jason Alexander (VF : Julien Kramer) : Neil
- Kathy Bates (VF : Julia Dancourt) : Rosemary
- Eileen Brennan : Judy
- Steven Hill (VF : Michel Ruhl) : Sol Horowitz
- Rachel Chagall : Rachel
- Corey Parker (VF : Jean-François Vlérick) : Larry Klugman
- Renée Taylor (VF : Jacqueline Cohen) : Edith Baron
- Jonathan Palmer : Marv Miller
- Barbara Howard : Sherri Klugman
- Kim Myers (VF : Martine Irzenski) : Heidi Solomon
- Hildy Brooks (VF : Martine Messager) :  Ella Horowitz
- Mitzi McCall : Sophie Rosen
- K.C. Carr : Stripper
- Fannie Belle Lebby (VF : Michèle Bardollet) : Marcia